# Jacques Gallot
Pour les articles homonymes, voir Gallot.
Jacques Gallot (ou Jacques de Gallot, le vieux Gallot de Paris ; vers 1625, Paris - vers 1695, Paris, Royaume de France) est un luthiste et compositeur français de la période baroque.

## Biographie
Il est né dans une famille de musiciens. Son père Antoine Gallot (mort en 1647) était aussi luthiste, tout comme son frère Alexandre Gallot (vers 1625-1684), également compositeur.
Élève d'Ennemond Gaultier, il publie à Paris des Pièces de luth composées sur différens mode (sic), dont l'introduction est en fait un court traité sur l'art du luth. Les pièces de ce recueil, regroupées par tonalité, sont à l'occasion des menuets ou des portraits de contemporains, notamment La Fontange et La Montespan. Il est l'auteur du Sommeil de Dufaut, pièce écrite en hommage à un autre compositeur de la même époque, au style comparable, François Dufaut. Ses compositions comprennent également des tombeaux (Turenne, Condé, Madame). Il est l'un des promoteurs de cette forme musicale.
Il a été l'un des maîtres de Sébastien de Brossard. Robert de Visée a composé un tombeau en sa mémoire.
L'une des œuvres de Gallot a été transcrite pour orchestre par Ottorino Respighi dans un extrait de sa suite Gli Uccelli (1928).

## Discographie
- Pascal Monteilhet, François Dufault - Jacques Gallot - Pièces pour luth, Virgin, 2001
- Klaus Oestreicher, Jacques (de) Gallot - Pièces de luth, Pan Verlag Veugels, 1980

### Sources
- Biographie